# Lưu Quang Vũ
Lưu Quang Vũ (17 de abril de 1948 - 29 de agosto de 1988) fue un dramaturgo y poeta vietnamita . Su esposa Xuân Quỳnh fue la poeta moderna más famosa de Vietnam. Ambos padres y su hijo de 12 años, Lỳu Quỳnh Thơ, murieron en una Accidente de tránsito  en 1988. 
En 2000 recibió el Premio Hồ Chí Minh póstumamente por su The Ninth Pledge ( La novena promesa ). 

### Biografía
- Nació en la comuna de Thieu Co, distrito de Hạ Hòa , provincia de Phu Tho, pero su ciudad natal está en Hải Châu District de Hải Châu, ciudad de Da Nang , hijo del dramaturgo Luu Quang Thuan y la Sra. Vu Thi Khanh , y en la infancia. viviendo en hú Thọ con sus padres. Cuando se restableció la paz (1954), su familia se mudó a Hanoi. Sus inclinaciones y su talento artístico se reveló pronto de pequeñas y medianas rural du Tonkin , que fue grabada en sus composiciones posteriores.

- De 1965 a 1970 se alistó en el ejército, sirviendo en la Fuerza Aérea Popular Vietnamita . Este fue el período en que la poesía de Luu Quang Vu comenzó a florecer.

- De 1970 a 1978 : se desmovilizó y trabajó en todo tipo de trabajos para ganarse la vida, trabajando en la Fábrica de Caucho para Ferrocarriles por Tạ Đình Đề De como Director, contratando para la Editorial Liberation , marcando un equipo de puentes y carreteras paneles, carteles, ...

- De 1978 a 1988 : Luu Quang Vu fue editor de la Revista Theatre. Comenzó a escribir obras de teatro, con su primera obra. Vive para siempre a los 17 años, reescribiendo según el guion de Vu Duy Ky .

En medio de la maduración del talento, Luu Quang Vu murió en un accidente automovilístico en la autopista 5 en Hai Duong, junto con su cónyuge poeta Xuan Quynh y su hijo Luu Quynh Tho.

### Accidente y muerte
En la tarde del 29 de agosto, el automóvil que llevaba a dos familias a Hanoi. En el camino hacia el puente Lai Vu, el automóvil estacionó, las mujeres bajaron a comprar una canasta de guayaba. En ese momento, Mi y Vinh se sentaron y jugaron al ajedrez en el banco derecho.Chau y Luu Quang Vu estaban sentados en el automóvil, mientras que Xuan Quynh y Bich Thu estaban sentados en el banco opuesto, pasando el puente de Phu Luong , bajando por un camino estrecho y cuesta abajo. El camino está inclinado, por lo que cada automóvil que viene aquí debe tener cuidado.
De repente, había dos mujeres con sombreros en una bicicleta, pasando por el dique a la carretera, atravesando el Kamaz, el auto se detuvo. El conductor del automóvil que sigue al automóvil que está detrás a punto de golpearle. Y justo en ese instante, un camionde perdió los frenos y se estrelló
Toda la familia de Luu Quang Vu sentada a la derecha es arrojada por el camino. El Sr. Chau confirmó que eran alrededor de las 14h40 minutos el 29 de agosto de 1988 (anteriormente muchas fuentes dijeron que eran las 15:30 minutos).
Después de su muerte, hubo mucha publicidad en torno a este accidente. Se rumorea que fue asesinado causando un accidente automovilístico

### Clasificado
Sus obras han dejado una marca significativa en los corazones del público vietnamita . Su trabajo se destaca de los años de la posguerra, especialmente en los años 80. Pasó sus años de juventud en la guerra, se unió al ejército de combate y regresó a vivir en un período difícil del país.  después de la guerra, su economía era con muchas dificultades. Las obras de teatro, los cuentos y los poemas de Luu Quang Vu son ricos en realismo y humanidad, así como en las huellas de cada etapa de su vida. A una edad temprana, a los 40 años, es autor de casi 50 obras de teatro y la mayoría de sus obras han sido construidas con éxito por grupos bajo la dirección de muchos directores famosos. Muchas de sus obras dieron vida al escenario en Vietnam durante ese período:Alma de Truong Ba, Piel de carnicero , Juramento noveno , Doctor , Momento y atemporal , Él no es mi padre , Yo y nosotros , Creyendo en la rosa , la Sita , etc. La primera obra "Vive para siempre 17 "fue galardonado con la Medalla de Oro de la representación teatral. Luu Quang Vu fue galardonado con el 2º Premio Hồ Chí Minh (2000) de artes teatrales.
El poema de Luu Quang Vu no es solo talentoso sino también rico en emociones, preocupaciones y anhelos. Muchos de sus poemas son amados por lectores como: Y él existe , vietnamita , jardín en la calle , abejas en la noche profunda ... También es autor de muchas historias cortas con su propio estilo.

### Familia
Hermana Luu Quang Vu, Luu Khanh Tho que actualmente trabajan en la sala de prensa Revista de Investigación Literaria del Instituto de Literatura . Su hermano, Luu Quang Hiep, era el rector de la Universidad de Educación Física y Deportes 1. 
Luu Quang Vu se casó dos veces, la primera con el actor de cine To Uyen en 1969 . Para Uyen nació en 1948.  La pareja se divorció en 1972 . Al compartir sobre el primer matrimonio, la artista meritoria Uy Uyen, actriz de la película "The donut bird", dijo que incluso después del divorcio, todavía amaba a Liu Quang Vu. Luu Quang Vu y To Uyen tienen un hijo llamado Luu Minh Vu , quien actualmente es el presentador de Vietnam Television .
Por segunda vez, se volvió a casar con el poeta Xuan Quynh (1942-1988, cuyo verdadero nombre es Nguyen Thi Xuan Quynh ) en 1973 . Xuan Quynh es 6 años mayor que Luu Quang Vu, una vez casado y tuvo un hijastro. En febrero de 1975, tuvieron un hijo llamado Luu Quynh Tho. Lưu Quỳnh Thơ luego muere a los 13 años con sus padres en un accidente en 1988.

### Literatura
- Mùa hè đang đến (truyện, 1983)- Se acerca el verano (historia, 1983 )
- Người kép đóng hổ (truyện, 1984)-El dúo que interpreta al tigre (historia, 1984 )
- Một vùng mặt trận (truyện vừa)- Un área frontal (historia media)

### Poesía
- Hương cây-Árbol de perfume(1968)
- Mây trắng của đời tôi- Nubes blancas de mi vida (1989).
- Bầy ong trong đêm sâu -Abejas en lo profundo de la noche (1993)
- otras obras en colecciones

### Teatro
- Sống mãi tuổi 17 (Vive para siempre a los 17)
- Nàng Sita (Sita Lady)(1982)
- Hẹn ngày trở lại (Volveremos)
- Nếu anh không đốt lửa (Si no encendiste un fuego ..)
- Hồn Trương Ba da hàng thịt (Alma de Truong Ba, cuerpo de carnicero)(1981)
- Lời thề thứ 9 (La Novena Promesa')
- Khoảnh khắc và vô tận (Momentos intemporales)
- Bệnh sĩ ('Egotismo)
- Chữ cuối
- Tôi và chúng ta (yo y nosotros)(1984)
- Người tốt nhà số 5 (Buen hombre el día 5'')
- Chiếc Ô Công Lý (Paraguas de la justicia)
- Ông Không Phải Là Bố Tôi (Él no es mi padre)
- Lời nói dối cuối cùng (La Mentira Final)
- Ngọc Hân công chúa
- Linh hồn của đá (El espíritu de la piedra)
- Ông vua hóa hổ  (Rey Tigre)
- Vắng mặt trong hồ sơ
- Chiếc ô công lý  (El paraguas de la justicia)
- Điều không thể mất (Lo que no se puede perder)
- Ai là thủ phạm (¿Quién es el culpable?)
- Chuyện tình bên dòng sông thu (Historia de amor en el río de otoño)
- Tin ở hoa hồng (Confianza en rosas) (1986)
- Hoa cúc xanh trên đầm lầy (La última mentira)
- Mùa hạ cuối cùng (El verano pasado )
- Người trong cõi nhớ (Personas en los reinos de la memoria )(1982)
- Ngọc Hân công chúa (princesa) (1984)